# Bob Martin
Bob Martin (7. jun 1922, Krasnojarsk, Sibir, Rusija – 13. januar 1998, Beč, Austrija), rođen kao Leo Heppe, bio je austrijski pevač.
Od 1951. do penzionisanja 1981. godine, Bob Martin je radio kao pevač u horu Bečke državne opere, ali se takođe bavio i drugim muzičkim stilovima tokom tih godina. Godine 1957. svirao je zajedno sa Gretom Vajzer u rimejku klasičnog filma Just once a great lady iz 1934. godine. 
Godine 1957. Bob Martin je interno izabran od strane ORF-a kao prvi predstavnik Austrije na Evroviziji u Frankfurtu na Majni. Tamo je pevao pesmu "Wohin, kleines pony?" sa kojom nije ostvario dobar rezultat. Bio je posljednji sa samo tri osvojena boda. Takođe, Bob Martin je bio posebno je popularan u južnoj Austriji.
Bob Martin je umro 1998. godine u Beču i sahranjen je na groblju Otakring.